# Niphoparmena acutipennis
Niphoparmena acutipennis là một loài bọ cánh cứng trong họ Cerambycidae.